# Gültlinger See
Der Gültlinger See ist ein kleiner Stausee und ehemals beliebter Badesee nördlich von Gültlingen im Landkreis Calw.
1979/1980 wurde der See im Rahmen einer Flurbereinigungsmaßnahme angelegt und entwickelte sich schnell zu einem beliebten Badesee in einer Region, die von Natur aus arm an größeren Stillgewässern ist.
Der vom Fischbach von Nord nach Süd durchflossene See war ursprünglich knapp 250 Meter lang und zwischen 50 und 80 Meter breit. Seine ursprüngliche Fläche umfasste rund 1,6 Hektar. Gelegentlich wurde der See auch für Ausbildungszwecke der Bundeswehr vom Kommando Spezialkräfte aus Calw genutzt.
Seit 1996 verringerte sich immer wieder das Wasservolumen des Sees. Ursache dafür waren Risse in der Dammmauer. Es wurde mehrfach versucht, den Staudamm zu reparieren, letztlich erfolglos. Heute stellt sich der See nach Verlandung vor allem von Norden her als kleiner Tümpel mit einer Fläche von rund 0,5 Hektar dar, dessen Spiegel auf etwa 475 m ü. NHN liegt. Der Badebetrieb ist mittlerweile offiziell verboten.